# Seyssel, Haute-Savoie
Seyssel är en kommun i departementet Haute-Savoie i regionen Auvergne-Rhône-Alpes i sydöstra Frankrike. Kommunen ligger i kantonen Seyssel som tillhör arrondissementet Saint-Julien-en-Genevois. År 2022 hade Seyssel 2 327 invånare.

## Befolkningsutveckling
Antalet invånare i kommunen Seyssel
| Referens: INSEE |